# Vendenesse-lès-Charolles
Vendenesse-lès-Charolles é uma comuna francesa na região administrativa de Borgonha-Franco-Condado, no departamento de Saône-et-Loire. Estende-se por uma área de 27,38 km². Em 2010 a comuna tinha 762 habitantes (densidade: 27,8 hab./km²).